# Schefflera gracilipes
Schefflera gracilipes är en araliaväxtart som beskrevs av Elmer Drew Merrill. Schefflera gracilipes ingår i släktet Schefflera och familjen araliaväxter. Inga underarter finns listade.